# Albert Stein (Theologe)
Albert Stein (* 13. Januar 1925 in Kleve; † 25. März 1999 in Brühl (Rheinland)) war ein deutscher Jurist, evangelischer Theologe und Hochschullehrer.

## Leben
Stein, Sohn eines Studienrates, wuchs als Mitglied der römisch-katholischen Kirche auf. Nach dem Abitur, das er im Februar 1943 in Duisburg ablegte, leistete er Wehrdienst und geriet Ende des Zweiten Weltkriegs in Kriegsgefangenschaft. Nach der Entlassung studierte er Jura in Freiburg und legte im Sommer 1949 die erste juristische Staatsprüfung ab. 1950 folgte die Promotion zum Dr. jur. (aufgrund einer von Karl Siegfried Bader betreuten Dissertation). Während des Studiums, in dem er vor allem von Erik Wolf geprägt wurde, näherte er sich der evangelischen Kirche an und trat 1949 in sie über.
Nach der Promotion trat Stein in den Justizdienst des Landes Nordrhein-Westfalen ein und legte 1952 in Düsseldorf die zweite juristische Staatsprüfung ab. 1953 wurde er Gerichtsassessor, 1955 Landgerichtsrat am Landgericht Bonn. Seit Oktober 1965 Oberlandesgerichtsrat in Köln, hatte Stein beste Aussichten auf eine weitere Karriere in der Justiz, die er aber aus Interesse an der Theologie aufgab. Als Mitglied im Presbyterium und der Kreissynode war er auch Mitglied im Kirchenordnungsausschuss der Evangelischen Kirche im Rheinland und studierte berufsbegleitend an der evangelisch-theologischen Fakultät der Universität Bonn Evangelische Theologie. 1963 wurde er ordiniert und 1965 zum Dr. theol. promoviert. Der von Walter Kreck betreuten Dissertation über Probleme evangelischer Lehrbeanstandung ließ er 1971 eine von Gerhard Krause angeregte Habilitationsschrift folgen, in der er die Geschichte der evangelischen Laienpredigt vom Kirchenkampf bis zur Gegenwart behandelte. Nachdem er schon als Lehrbeauftragter an der evangelisch-theologischen Fakultät der Ruhr-Universität Bochum und als Privatdozent in Bonn gelehrt hatte, ernannte die Fakultät ihn 1976 zum außerplanmäßigen Professor.
1977 wurde Stein zum ordentlichen Universitätsprofessor für Praktische Theologie an die evangelisch-theologische Fakultät der Universität Wien berufen, wo er zugleich die Leitung des Instituts für Kirchenrecht übernahm und Kirchenrecht, Staatskirchenrecht und kirchliche Rechtsgeschichte lehrte. Von 1981 bis 1984 wirkte er zudem als Dekan der Fakultät. Als Mitglied der Synode der Evangelischen Kirche Helvetischen Bekenntnisses setzte er sich erfolgreich für die völlige rechtliche Gleichstellung ordinierter Theologinnen ein.
Schon 1984 gab Stein seine Professur in Wien wieder auf, um auf Bitte von Landesbischof Klaus Engelhardt das Amt des geschäftsleitenden Oberkirchenrates im Evangelischen Oberkirchenrat der Evangelischen Landeskirche in Baden zu übernehmen. Er lehrte von da an als Honorarprofessor der Theologischen Fakultät der Universität Heidelberg. Nach der Pensionierung 1990 kehrte er ins Rheinland zurück.
Steins bekanntestes Werk ist das Evangelische Kirchenrecht, zuerst 1980, 1992 in dritter Auflage erschienen, das dem Kirchenrecht als einer Teildisziplin der Praktischen Theologie auch im Studium der Evangelischen Theologie einen ähnlichen Stellenwert verschaffen wollte, wie es den in der Katholischen Theologie schon seit langem hat. Seine weiteren Veröffentlichungen waren vor allem Fragen der Rechtstheologie, der kirchlichen Rechtsgeschichte, der Ausgestaltung des geistlichen Amtes und des Lehr- und Disziplinarrechtes gewidmet.

## Schriften (Auswahl)
- Probleme evangelischer Lehrbeanstandung. Bouvier, Bonn 1967.
- Evangelische Laienpredigt. Ihre Geschichte, ihre Ordnung im Kirchenkampf und ihre gegenwärtige Bedeutung (= Arbeiten zur Geschichte des Kirchenkampfes 27). Vandenhoeck und Ruprecht, Göttingen 1972.
- Pfarrer X und die Gesetze. Rechtskonflikte im Alltag eines Pfarrers. Neukirchener, Neukirchen-Vluyn 1977.
- Pfarrer X und die Kirchenordnung. Neukirchener, Neukirchen-Vluyn 1979.
- Der Stellenwert von „Barmen“ und „Dahlem“ für die Entwicklung von Theorie und Praxis der evangelischen Kirchenverfassung. In: Wolf-Dieter Hauschild, Georg Kretschmar, Carsten Nicolaisen (Hrsg.): Die lutherischen Kirchen und die Bekenntnissynode von Barmen. Vandenhoeck und Ruprecht, Göttingen 1984, S. 186–205.
- Der neue Codex des kanonischen Rechts Papst Johannes Paul II. und das einführende römisch-katholische Schrifttum. In: Theologische Literaturzeitung 109 (1984), Sp. 787–796.
- Kirchenrecht in theologischer Verantwortung. Ausgewählte Beiträge zu Rechtstheologie, Kirchenrecht und Staatskirchenrecht. Hrsg. von Karl Schwarz. Wien 1990.
- Evangelisches Kirchenrecht. Ein Lernbuch. 3. durchgesehene und ergänzte Auflage. Luchterhand, Neuwied u. a. 1992.
- Zweckmässig arbeiten – sachgerecht entscheiden – sinnvoll leiten. Aspekte kirchlicher Verwaltungsarbeit. Neukirchener, Neukirchen-Vluyn 1993.
- Ordination. In: Gerhard Rau, Hans-Richard Reuter, Klaus Schlaich (Hrsg.): Das Recht der Kirche. Bd. III. Zur Praxis des Kirchenrechts (= Forschungen und Berichte der Evangelischen Studiengemeinschaft Bd. 51). Gütersloher Verlagshaus, Gütersloh 1994, S. 73–117.
- Herrschaft Christi und geschwisterliche Gemeinde. In: Gerhard Rau, Hans-Richard Reuter, Klaus Schlaich (Hrsg.): Das Recht der Kirche: Bd. II. Zur Geschichte des Kirchenrechts (= Forschungen und Berichte der evangelischen Studiengemeinschaft Bd. 50). Gütersloher Verlagshaus, Gütersloh 1995, S. 272–317.
- Katechismus für fromme Heiden. Lenz, Neustadt am Rübenberge 1996.
- Bemerkungen zum Recht und zur praktischen Bedeutung des Predigthelferamtes in der Evangelischen Kirche im Rheinland. In: Karl-Hermann Kästner, Knut Wolfgang Nörr, Klaus Schlaich (Hrsg.): Festschrift für Martin Heckel zum 70. Geburtstag. Mohr Siebeck, Tübingen 1999, S. 85–101.